# إيشيهارا شنتارو
إيشيهارا شنتارو (باليابانية:石原 慎太郎)، و (بالإنجليزية: Ishihara Shintarō)‏ (30 سبتمبر 1932 - 1 فبراير 2022)، هو سياسي ومستكشف وكاتب وممثل وروائي ياباني، شغل منصب حاكم مدينة طوكيو (1999 - 2012). يُعتبر من أشهر القوميون اليابانيون.

## نشـأته
ولد ايشيهارا في كوبيه في 30 سمبتمبر من عام 1932، التحق بجامعة هيتوسوباشي أحد أشهر الجامعات اليابانية وتخرج منها عام 1956 بدرجة القانون. وقبل شهرين من تخرجه فاز بجائزة اكوتاقاوا عن روايته فصول الشمس (太陽の季節, Taiyō no kisetsu). كذلك هو أخ لاعب البيسبول الشهير ايشيهارا يوجيرو والذي يصغره في السن والذي كان أحد المشاهير والمحبيبين من قبل الشباب في اليايان.

## السياسة
يوصف ايشيهارا على أنه من أبرز وجوه حزب اليمين، وكذلك الجدال الذي حدثه مع دعمه للقوميه اليابانية وأقواله التي يعتبرها البعض عنصرية سواً إلى الأجانب أو إلى اليابانيون الاخرون. من أشهر كتبه «اليابان القادرة على قول لا» الذي جعل بعض من الأمريكيون يكرهونه. ستتعجب في أول مرة تشاهد ايشيهارا يتكلم في التلفاز وهو منظر ليس ببسيط وكيف يقوم بتوبيخ الصحافيين على عدم دراسته الأمر قبل سؤاله أو حتى على طبيعة الأسئلة التي يقومون فيها. تم إعادة انتخاب ايشيهارا للمرة الرابعة في الانتخابات

## روابط خارجية
- إيشيهارا شنتارو على موقع IMDb (الإنجليزية)
- إيشيهارا شنتارو على موقع الموسوعة البريطانية (الإنجليزية)
- إيشيهارا شنتارو على موقع ألو سيني (الفرنسية)
- إيشيهارا شنتارو على موقع ميوزك برينز (الإنجليزية)
- إيشيهارا شنتارو على موقع أول موفي (الإنجليزية)
- إيشيهارا شنتارو على موقع قاعدة بيانات الأفلام السويدية (السويدية)
- إيشيهارا شنتارو على موقع ديسكوغز (الإنجليزية)
- إيشيهارا شنتارو على موقع قاعدة بيانات الفيلم (الإنجليزية)
- إيشيهارا شنتارو على موقع كينوبويسك (الروسية)
- إيشيهارا شنتارو على موقع ANN person (الإنجليزية)